# Иван Зајц
Иван Драгутин Стјепан Зајц (Ријека, 3. август 1832 — Загреб, 16. децембар 1914), познат и као Иван пл. (племенити) Зајц, био је учитељ, диригент и хрватски композитор.

## Биографија
Зајц је био чешког порекла. Његов отац Johann Nepomuk Zajitz се родио 1800. године у селу Домашин (нем. Tomitschan), крај Хомутова у северној Чешкој (Бохемији). Био је војни капелан и са армијом је стигао у Братиславу, где је упознао своју супругу Ану Боденштајнер (Anna Bodensteiner). С војском 1830. долазе у Ријеку, где постаје професор у музичкој школи. Ту му се родио син, који је добио име по оцу - Иван, а чије је презиме временом прилагођено у Зајц.
Иван је завршио конзерваторијум у Милану. По завршетку студија добија понуду да остане у Милану као други диригент у Миланској Скали, али одлучује да се врати у Ријеку и преузме позицију свог оца у музичкој школи (отац му је умро годину дана пре његовог окончања студија).
1862. године се сели у Беч, где добија прилику да предаје на Певачком и оперском институту друштва Polyhymnia. Овде постиже и прве веће успехе, пре свега са оператама. Прва се звала Момци на брод (нем. Mannschaft an Bord) (1863). У Бечу их је компоновао укупно једанаест.
Његове бечке успехе су приметили и у Хрватској, па добија понуду да оснује и води хрватски музички живот - у новембру 1869. постао је директор опере, још и пре него што је сама опера и настала. Постављен је и за професора и директора Хрватског глазбеног завода. 1870. се сели у Загреб. У октобру исте године у новооснованој опери одиграна је његова опера Мислав, прва опера са текстом на хрватском. Била је то прекретница у хрватском народном препороду. Као директор опере велики простор давао је и чешком репертоару, не само Сметановој Проданој невести, већ и мање познатим ауторима Вилему Блодеку и Војтјеху Хрималом старијем. Често је ангажовао и чешке певаче и музичаре.
1876. одржана је премијера Зајцовог најбољег дела, које се до данас сматра народном хрватском опером - Никола Шубић Зрињски. 1894. године сачинио је и први хрватски балет Наши леополдовци у рату и миру.

## Стваралаштво
Иза себе је оставио око 1200 разноврсних дела за оркестар (Симфоничка глазбена слика), за коморне саставе и за клавир, 19 опера (Никола Шубић Зрински, Мислав, Бан Легент), 26 оперета, сценску музику (за Дубравку Ивана Гундулића), ораторијум Оче наш, око 50 кантата (Долазак Хрвата), 19 миса, 14 Аве Марија, 200 зборова (Гласна јасна, Путник), 170 соло песама (Мируј, мируј, срце моје, Моја лађа, Вир, Ластавицом, Домовини и љубави, Дјевојка и ружа).